# (24944) Harish-Chandra
(24944) Harish-Chandra est un astéroïde de la ceinture principale.

## Description
(24944) Harish-Chandra est un astéroïde de la ceinture principale. Il fut découvert le 11 juin 1997 à Prescott (Arizona) par Paul G. Comba. Il présente une orbite caractérisée par un demi-grand axe de 2,69 UA, une excentricité de 0,17 et une inclinaison de 4,6° par rapport à l'écliptique.

## Compléments